# Schinopsis lorentzii
Schinopsis lorentzii är en sumakväxtart som beskrevs av Adolf Engler. Schinopsis lorentzii ingår i släktet Schinopsis och familjen sumakväxter. Inga underarter finns listade i Catalogue of Life.